# Miriam McDonald
Miriam McDonald (ur. 26 lipca 1987) – kanadyjska aktorka; najbardziej znana z roli Emmy Nelson w serialu Degrassi: Nowe pokolenie.

## Kariera
Swoją karierę rozpoczęła jako mała dziewczynka, brała udział w przedstawieniach szkolnych. Uczęszczała do szkoły tańca w Toronto, ale zrezygnowała po tym jak otrzymała rolę w Degrassi: Nowe pokolenie. O Miriam można było usłyszeć także w Gimnazjum Degrassi (Degrassi Junior High), kiedy w odcinku It's late Christine „Spike” Nelson (Amanda Stepto) zachodzi w ciążę i nazywa swoją córkę Emma. Obecnie Miriam nadal pracuje w Degrassi.

## Filmografia
- 2008: Trujący bluszcz: Tajne bractwo
- 2007: The Devil’s Diary
- 2007: The Poet
- 2007: Naturalnie, Sadie
- 2004: Nastolatki
- 2001–2007: Degrassi: Nowe pokolenie
- 2001: Ripping Friends
- 1999: System Crash
- 1987: Degrassi Junior High